# Hi-fi (bebida)
A hi-fi é uma bebida alcoólica, ou um coquetel feito de vodka, refrigerante de laranja e gelo.
O nome é inspirado no nome do programa "Crush em Hi-Fi", exibido no Brasil no início dos anos 60. "Crush" é o nome de um refrigerante de laranja, patrocinador do programa. Não confundir com o Screwdriver, que é feito com suco de laranja. Em algumas variações, pode-se substituir a vodka por cachaça.